# تلیمان (سغدی)
تَلیمان، در شاهنامه نام سرداری از ستاره‌شناسان سغد است، که در نبرد بزرگ به یاری کیخسرو آمده بود.

## تلیمان در شاهنامه
فردوسی در بیتی از شاهنامه از تلیمان چنین یاد می‌کند:
| به سغد اندرون بود یک هفته بیش |  | تلیمان و خوزان همی رفت پیش |